# Yangel Herrera
Yangel Clemente Herrera Ravelo (La Guaira, 7 gennaio 1998) è un calciatore venezuelano, centrocampista del Girona e della nazionale venezuelana.

## Carriera

### Club
In patria ha giocato con l'Atlético Venezuela, dalle cui giovanili è uscito nel 2015 per passare un anno in prestito al Monagas. Con i primi ha esordito in campionato il 31 gennaio 2016 nella vittoria per 2-1 contro l'Estudiantes de Mérida, giocando tutti i 90 minuti. Acquistato dal Manchester City, nel 2017 è passato al New York City, in MLS, mentre successivamente ha militato nelle file dell'Huesca e del Granada.

### Nazionale
Ha fatto parte delle selezioni Under-17 e Under-20 venezuelane. Con la prima ha esordito il 4 marzo 2015. Viene convocato per la Copa América Centenario negli Stati Uniti, a soli 18 anni.

## Statistiche

### Presenze e reti nei club
Statistiche aggiornate al 31 agosto 2022.
| Stagione             | Club                 | Campionato           | Campionato | Campionato | Coppe nazionali | Coppe nazionali | Coppe nazionali | Coppe continentali | Coppe continentali | Coppe continentali | Altre coppe | Altre coppe | Altre coppe | Totale | Totale |
| Stagione             | Club                 | Comp                 | Pres       | Reti       | Comp            | Pres            | Reti            | Comp               | Pres               | Reti               | Comp        | Pres        | Reti        | Pres   | Reti   |
| -------------------- | -------------------- | -------------------- | ---------- | ---------- | --------------- | --------------- | --------------- | ------------------ | ------------------ | ------------------ | ----------- | ----------- | ----------- | ------ | ------ |
| 2016                 | Atlético Venezuela   | PD                   | 28+2       | 3          | CV              | 1               | 0               | -                  | -                  | -                  | -           | -           | -           | 31     | 3      |
| 2017                 | New York City        | MLS                  | 18+2       | 1          | USOC            | 0               | 0               | -                  | -                  | -                  | -           | -           | -           | 20     | 1      |
| 2018                 | New York City        | MLS                  | 15+3       | 0          | USOC            | 0               | 0               | -                  | -                  | -                  | -           | -           | -           | 18     | 0      |
| Totale New York City | Totale New York City | Totale New York City | 33+5       | 1          |                 | 0               | 0               |                    | -                  | -                  |             | -           | -           | 38     | 1      |
| gen.-giu. 2019       | Huesca               | PD                   | 16         | 0          | CR              | 0               | 0               | -                  | -                  | -                  | -           | -           | -           | 16     | 0      |
| 2019-2020            | Granada              | PD                   | 30         | 2          | CR              | 6               | 0               | -                  | -                  | -                  | -           | -           | -           | 36     | 2      |
| 2020-2021            | Granada              | PD                   | 32         | 3          | CR              | 2               | 0               | UEL                | 12                 | 5                  | -           | -           | -           | 46     | 8      |
| Totale Granada       | Totale Granada       | Totale Granada       | 62         | 5          |                 | 8               | 0               |                    | 12                 | 5                  |             | -           | -           | 82     | 10     |
| 2021-2022            | Espanyol             | PD                   | 23         | 1          | CR              | 0               | 0               | -                  | -                  | -                  | -           | -           | -           | 23     | 1      |
| 2022-2023            | Girona               | PD                   | 20         | 2          | CR              | 0               | 0               | -                  | -                  | -                  | -           | -           | -           | 20     | 2      |
| 2023-2024            | Girona               | PD                   | 29         | 5          | CR              | 2               | 0               | -                  | -                  | -                  | -           | -           | -           | 31     | 5      |
| 2024-2025            | Girona               | PD                   | 12         | 2          | CR              | 0               | 0               | UCL                | 3                  | 0                  | -           | -           | -           | 15     | 2      |
| Totale Girona        | Totale Girona        | Totale Girona        | 61         | 9          |                 | 2               | 0               |                    | 3                  | 0                  |             | -           | -           | 66     | 9      |
| Totale carriera      | Totale carriera      | Totale carriera      | 240        | 19         |                 | 11              | 0               |                    | 15                 | 5                  |             | -           | -           | 266    | 24     |